# Helen Mack Chang

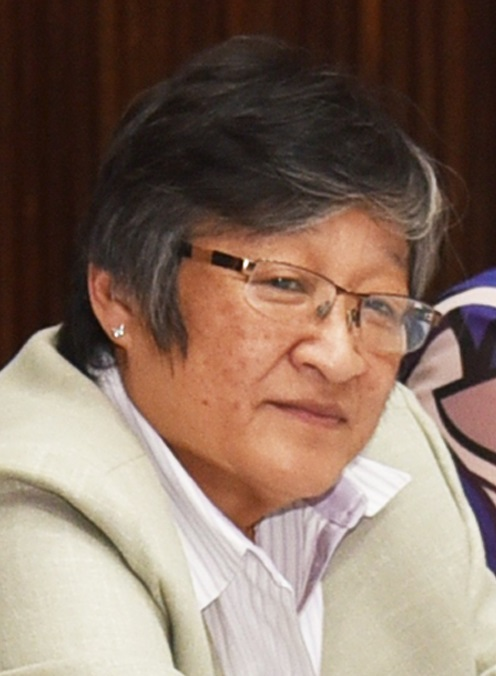
Helen Mack Chang

Helen Mack Chang (* 19. Januar 1952 in Retalhuleu) ist eine Menschenrechtsaktivistin und Geschäftsfrau aus Guatemala.
Sie wurde zur Menschenrechtsverteidigerin, als ihre Schwester, die Anthropologin Myrna Mack Chang, am 11. September 1990 von guatemaltekischen Militärs ermordet wurde. Sie erreichte die Verurteilung der Mörder namentlich mit einem wegweisenden Grundsatzentscheid des Interamerikanischen Gerichtshofs für Menschenrechte. 2004 erkannte die Regierung Guatemalas ihre Verantwortung an und zahlte Mack und ihrer Familie eine Entschädigung.
1992 erhielt Helen Mack Chang den Alternativen Nobelpreis (Right Livelihood Award). 1993 gründete sie die Myrna Mack Stiftung zur Unterstützung der Strafverfolgung der Mörder ihrer Schwester sowie von Menschenrechtsprogrammen und zur Unterstützung von Opfern.
2010 wurde sie vom Präsidenten Guatemalas, Álvaro Colom mit Untersuchungen zu wiederholten Fällen von Polizeikorruption beauftragt.